# 2 Timóteo 1
2 Timóteo 1 é o primeiro capítulo da Segunda Epístola a Timóteo, de autoria do Apóstolo Paulo, que faz parte do Novo Testamento da Bíblia.

## Estrutura
I. Saudações pessoais, exortações e experiências
1. Afetuosa saudação, v. 1-4
2. Lembrança da piedosa linhagem de Timóteo e exortação à seriedade e ao valor, v. 5-8
3. Menção ao plano de salvação por meio de Cristo, v. 9,10
4. Alusões pessoais ao chamado do autor e sua firme confiança no Senhor, v. 11,12
5. Segunda exortação, v. 13,14
6. Menção à deslealdade das igrejas da Ásia e recomendação da confiabilidade de Onesíforo, v. 15-18